# إلدن فرنسيس كورتيس
إلدن فرنسيس كورتيس (بالإنجليزية: Elden Francis Curtiss)‏ هو كاهن كاثوليكي أمريكي، ولد في 16 يونيو 1932 في بيكر سيتي في الولايات المتحدة.

## وصلات خارجية
- إلدن فرنسيس كورتيس على موقع إن إن دي بي (الإنجليزية)